# Звери
«Зве́ри» (укр. — «Звірі») — російська поп-рок-група, створена Романом Біликом у 2001 році. Лауреат премії MTV Росія і премії «Дебют». На премії Муз-ТВ група перемагала в номінації «Краща рок-група» 9 разів.

## Історія
Група «Звєрі» була створена в 2001 році Романом Біликом, відомим під псевдонімом Рома Звір. Продюсером став композитор Олександр Войтинський, який раніше співпрацював з продюсером групи «Тату» Іваном Шаповаловим. Музикантів групи вони набрали через оголошення в Інтернеті. Група незабаром випустила кліп «Для тебе».
За кліпом пішов дебютний альбом «Голод» у 2003 році. Пісні з цього альбому «Дощі-Пістолети», «Кільцева», «Для тебе», «Просто така сильна любов» мали успіх у хіт-параді Чартова дюжина. У тому ж році група вперше виступила на фестивалі Навала.
У лютому 2004 року група випустила другий альбом, «Райони-Квартали», що став для неї проривом до популярності. Цілий ряд відеокліпів транслюються телеканалами Муз-ТВ та MTV Росія: «Все, Що Стосується», «Напої міцніше», «Південна ніч». За альбомом послідував концертний тур по Росії та СНД, для просування альбому, який триває майже два роки
У 2005 році виходять диск реміксів і «Звірі — Караоке». Починається запис третього альбому. Восени в ротації з'являється перша пісня до майбутнього диску — «Рома, вибач». Сам альбом під назвою «Коли ми разом, ніхто не крутіше» побачив світ у березні 2006 року.
«Звєрі» отримали цілий ряд премій. У 2004—2009 роках група була названа «Кращою рок-групою» за версією телеканалу Муз-ТВ. В 2005 група отримала аналогічну премію MTV Росія. У 2004 році «Звірі» отримали премію MTV Europe Music Awards як «Кращий виконавець Росії».
У 2006 році Рома Звір випустив автобіографію під назвою «Дощі-пістолети», де описується його життя в Таганрозі до переїзду в Москву і створення групи. Поряд з цим спостерігається різкий спад появи на телеекранах.
У 2007 році виходить кліп на пісню «Брюнетки і блондинки» з альбому, що не вийшов. також цього року змінюється склад групи: йдуть клавішник Кирило Антоненко і басист Костянтин Лабецький. Їх замінили Олексій Любчик (бас-гітара) та В'ячеслав Зарубов (клавішні).
В кінці 2007 року виходить кліп на пісню «Тобі» з альбому, що не вийшов. Пісня «Квартира» входить у саундтрек «Владивосток-ФМ», однієї з радіостанцій, доступних в грі Grand Theft Auto IV.
У липні 2007 року виходить кліп на пісню «Я з тобою» також з альбому, що не вийшов. У тому ж році «Звєрі» стає «Кращою рок-групою» за версією Муз-ТВ п'ятий раз поспіль.
31 жовтня група випускає четвертий альбом під назвою «Далі», презентувавши його у московському клубі «Б1 Максимум». Альбом повинен був вийти ще навесні, але готовий матеріал був зіпсований потопом у студії. Група переїжджає на нову студію: «ZveriSoundStudio».
У листопаді 2008 року група закриває премію RMA каналу MTV Росія зі скандалом. Відігравши 10-хвилинний сет, що складається з усіх старих хітів, Роман Білик завершує виступ показом середніх пальців і йде, а гітарист Максим Леонов розбиває свою гітару з написом «No more rock on RMA» посеред сцени.
29 і 30-го травня 2009 року пройшли два акустичних концерти в Москві в рамках нового проекту «Близькі Звірі» у МХАТі імені Горького. У програмі прозвучала пісня «Весна» гурту «Пекін Роу-Роу»
5 червня 2009 року група «Звірі» 6-й раз поспіль визнана кращою «рок-групою» за версією Муз-ТВ.
На початку осені 2009 року групу покидає звукорежисер Олексій Мартинов, який пропрацював в групі з самого початку. На зміну йому приходить Дмитро Добрий, що працював до цього з гуртом «Тараканы!» та співачкою Ліндою.
В кінці вересня 2009 року колекція концертних кліпів («Райони-квартали», «Танцюй») групи «Звірі» поповнюється ще одним творінням на пісню «Говори». Матеріалом для кліпу став відеозапис для DVD, зроблений під час акустичних концертів в Москві у кінці травня 2009 року.
До початку 2010 року «Звєрі» записують кілька нових пісень в Києві. Вони увійшли до п'ятого номерного альбому, випуск якого був навесні 2011-го року. У січні 2010 року з'явився кліп на пісню «Нікому», режисером якої вперше виступив Роман Білик.
2011 рік став роком 10-річчя гурту, тож «Звірі» відзначили цю дату масштабно. 2 грудня 2011 року гурт відіграв великий концерт в Льодовому Палаці Санкт-Петербурга та 11 грудня 2011 року в СК «Олімпійський» у Москві.
8 березня 2011 року вийшов п'ятий студійний альбом «Музи», в який увійшли дев'ять нових треків, кавер-триб'ют групи «Кіно» — «Перемен» та два ремікси на пісні «Сонце за нас» та «Міккі».
1 червня 2012 року група «Звірі» в сьомий раз отримала премію МУЗ-ТВ в номінації «Краща рок-група». В рамках виступу на премії спільно з групою «Каста» група виконала хіт «Навколо Шум». В кінці липня 2012 року вийшов кліп групи «Звірі» на пісню «Нікуди не треба» з альбому «Музи» (2011).
У 2013 році виходить збірка «Звірі Кращі», де зібрані кращі пісні з перших п'яти альбомів в новій обробці. Музиканти нестандартно підійшли до запису альбому, і до його оформлення. Робота над альбомом відбувалася в Петербурзі влітку 2013 року, і всі музиканти писалася одночасно. Сам альбом складається з двох дисків в магнітному боксі з обкладинкою авторства художників Марії і Володимира Семенських. До кожного альбому прикріплені унікальні кадри з кліпів групи Звірі (для кожного екземпляра вручну відрізалися оригінальні плівки з кліпами). П'ятирічний збірник найкращих пісень гурту Звірі «Кращі» входить до топ-3 російського відділення «iTunes», розташувавшись на 3-му місці, що є кращим показником серед російськомовних альбомів на даний момент.
14 червня 2013 року група випустила новий сингл під назвою «Молодь», на який був зроблений відеокліп, записаний на сольному концерті, 27 квітня 2013 року в Москві.
23 квітня 2014 року Звірі представили новий трек «Найкраще в тобі».
У 2015 році Звірі отримали нагороду «Краща рок-група» телеканалу Муз-ТВ.
1 березня 2016 року група Звірі випустили сьомий студійний альбом «Страху немає», реліз якого відбувся в iTunes. Альбом записувався за участю лондонських саунд-продюсерів, серед яких Джеррі Бойз, відомий по співпраці з The Beatles і The Rolling Stones. Презентація кліпу на пісню «Муха» відбулася 29 лютого, головну роль у відео зіграла актриса Ірина Горбачова, режисером виступив Рома Звір.
Також Рома Звір зняв кліп на пісню «Страху немає», де головні ролі виконали люди, які долають свій власний страх і роблять щось дивовижне: скейтери, танцівниця pole dance, слеклайнер, брейкдансери, фаєрщица та інші. Влітку 2016 року вийшов експериментальний кліп на пісню «Ти прекрасна», де Рома Звір виступив не тільки як режисер, але й оператор, продюсер, монтажер. Крім того, він зіграв одну з головних ролей разом з дружиною Мариною Королевою. Кліп був знятий на одну камеру GoPro.
12 червня 2016 року стало відомо, що в липні групу залишають Максим Леонов (соло-гітара, бек-вокал), Олексій Любчик (бас-гітара), Михайло Краєв (ударні). Їх місце зайняли музиканти Кирило Афонін (бас-гітара), Герман Осипов (гітара), Валентин Тарасов (ударні), за клавішами залишився В'ячеслав Зарубів.
26 березня в Нью-Йорку і 1 квітня в Лос-Анджелесі в 2017 році відбувся виступ групи «Звірі» з концертною програмою «The Best». У програму включені хіти зі всіх альбомів за п'ятнадцять років.
У 2017 році «Звірі» випускають кліп на пісню «Кораблі». Це ж відео відправляється на конкурс «Вікно в Європу» в номінації «Краще музичне відео», де воно здобуває перемогу.
У 2017 році «Звірі» гастролюють з програмою «Акустика. Краще», а влітку того ж року «Звірі» починають роботу над новим альбомом.
У 2017 році Рома Звір випустив другу автобіографію «Сонце за нас». 15 вересня 2017 року виходить міні-альбом групи «Звірі» EP «Друзі по палаті».
У 2018 році Рома Звір випускає селфі-відео на пісню «Весело». Відео було знято поодинці, не виходячи з квартири (де і народилася ця пісня). 15 березня 2018 року виходить другий міні-альбом — EP «Вино та космос».
Рома Звір і Герман «Албанець» Осипов (соло гітарист групи ЗВІРІ) виступили як музичні продюсери фільму «Літо» (режисер Кирило Серебренніков). На 8-ій міжнародній премії CANNES SOUNDTRACK, яка проводиться в рамках основної програми Каннського кінофестивалю, вони були удостоєні головної нагороди за музичне оформлення картини «Літо».

## Склад

### Нинішній склад
- Роман Білик (Рома Звір) — вокал, акустична гітара, ритм-гітара; продюсер (2001 — наші дні)
- В'ячеслав Зарубов — клавішні (2007 — наші дні)
- Кирило Афонін — бас-гітара (2016 — наші дні)
- Герман «Албанець» Осипов — соло-гітара (2016 — наші дні)
- Валентин Тарасов — ударні (2016 — наші дні)

### Колишні учасники
- Костянтин Лабецький — бас-гітара (2003—2007)
- Кирило Антоненко — клавішні (2002—2007)
- Володимир Хоружий — гітара (2002—2003)
- Андрій Гусєв (Густав) (2002—2003)
- Максим Леонов — соло-гітара, бек-вокал (2003—2016)
- Олексій Любчик — бас-гітара (2007—2016)
- Михайло Краєв — ударні (2002—2016)

## Дискографія

### Студійні альбоми
- 2003 — Голод (Голод)
- 2004 — Районы-кварталы (Райони-квартали)
- 2006 — Когда мы вместе никто не круче (Коли ми разом, ніхто не крутіше)
- 2008 — Дальше (Далі)
- 2011 — Музы (Музи)
- 2014 — Один на один
- 2016 — Страха Нет (Страху немає)
- 2017 — Друзья по Палате (Друзі по палаті)
- 2018 — Вино и Космос (Вина та космос)
- 2018 — 10
- 2019 — У тебя в голове (У тебе у голові)

### Концертні альбоми
- 2009 — Акустика
- 2017 — Акустика. Краще

### Реміксові альбоми
- 2005 — Зверимиксы[7]

### Збірники
- 2013 — Кращі
- 2014 — Все найкраще в одному

### Міні-альбоми
- 2017 — Друзі по палаті
- 2018 — Вино та космос

### Радіосінгли
| Рік  | Назва                   | Чарти           | Чарти          | Чарти          | Чарти           | Чарти        | Чарти                 | Чарти              | Альбом                          |
| Рік  | Назва                   | General Airplay | Russia Airplay | Moscow Airplay | Ukraine Airplay | Kiev Airplay | Audience Choice Chart | Підсумковий річний | Альбом                          |
| ---- | ----------------------- | --------------- | -------------- | -------------- | --------------- | ------------ | --------------------- | ------------------ | ------------------------------- |
| 2003 | Дожди-пистолеты         | 66              | -              | -              | -               | -            | -                     | -                  | -                               |
| 2003 | Всё, что касается       | 8               | 208            | 200            | 138             | 110          | -                     | 101                | Районы-кварталы                 |
| 2004 | Маленькая с             | 100             | -              | -              | -               | -            | -                     | -                  | Голод                           |
| 2004 | Районы-кварталы         | 106             | 175            | 69             | 216             | 233          | -                     | -                  | Районы-кварталы                 |
| 2004 | Южная ночь              | 30              | -              | 191            | -               | 353          | -                     | -                  | Районы-кварталы                 |
| 2004 | Южная ночь (RMX)        | 18              | -              | -              | -               | -            | -                     | 90                 | Зверимиксы                      |
| 2004 | Напитки покрепче        | 7               | 261            | 13             | 396             | -            | -                     | 23                 | Районы-кварталы                 |
| 2004 | Несе Галя воду          | 189             | -              | -              | -               | -            | -                     | -                  | -                               |
| 2005 | Снегопад                | 57              | -              | -              | -               | -            | -                     | -                  | Когда мы вместе, никто не круче |
| 2005 | Запомни меня            | 105             | -              | 110            | -               | -            | -                     | -                  | Районы-кварталы                 |
| 2005 | Районы Кварталы (Remix) | 109             | -              | -              | -               | -            | -                     | -                  | Зверимиксы                      |
| 2005 | Для тебя (S-Fulikon)    | 68              | -              | -              | -               | -            | -                     | 129                | Голод                           |
| 2005 | Рома, извини            | 2               | -              | 4              | -               | -            | 6                     | 45                 | Когда мы вместе, никто не круче |
| 2006 | До скорой встречи       | 1               | 221            | 1              | 245             | 264          | 3                     | 1                  | Когда мы вместе, никто не круче |
| 2006 | Танцуй                  | 7               | -              | 25             | -               | -            | 6                     | 61                 | Когда мы вместе, никто не круче |
| 2006 | Рома, извини (Remix)    | 144             | -              | -              | -               | -            | 69                    | -                  | Зверимиксы                      |
| 2007 | Брюнетки и блондинки    | 65              | -              | 96             | -               | -            | 12                    | 170                | Дальше                          |
| 2007 | Тебе                    | 60              | -              | 108            | -               | 204          | 21                    | 144                | Дальше                          |
| 2008 | Я с тобой               | 40              | 439            | 64             | 288             | 17           | 5                     | 78                 | Дальше                          |
| 2009 | Я с тобой (Remix)       | 147             | -              | -              | -               | -            | -                     | -                  | Дальше                          |
| 2009 | Говори                  | 27              | -              | 33             | -               | 79           | 55                    | 119                | Дальше                          |
| 2010 | Любовь одна виновата    | 20              | 202            | 16             | 155             | 128          | 36                    | 57                 | -                               |
| 2010 | Никому                  | 214             | -              | -              | 395             | -            | 155                   | -                  | Музы                            |
| 2011 | RnR                     | 165             | 285            | 190            | -               | -            | 144                   | -                  | Музы                            |
| 2011 | Кнопки                  | 205             | 474            | -              | 494             | -            | 88                    | -                  | Музы                            |
| 2012 | Мы ждём перемен         | 202             | 208            | -              | -               | -            | 59                    | -                  | Музы                            |
| 2012 | Солнце за нас           | 120             | 208            | -              | 460             | -            | 28                    | -                  | Музы                            |
| 2012 | Никуда не надо          | 80              | 101            | 163            | 86              | 133          | 13                    | 148                | Музы                            |
| 2013 | Молодёжь                | 228             | -              | -              | -               | -            | 87                    | -                  | Один на один                    |
| 2013 | Всё впереди             | 166             | -              | -              | 176             | 411          | 106                   | -                  | -                               |

## Відеографія

### Кліпи
1. 2001 — «Для тебе»
2. 2002 — «Просто така сильна любов»
3. 2003 — «Дощі-пістолети»
4. 2003 — «Все, що стосується»
5. 2004 — «Маленька „з“» (анімаційний)
6. 2004 — «Південна ніч»
7. 2004 — «Напої міцніше»
8. 2005 — «Рома, вибач»
9. 2005 — «До швидкої зустрічі»
10. 2006 — «Танцюй»
11. 2007 — «Брюнетки і блондинки»
12. 2007 — «Тобі»
13. 2008 — «Я з тобою»
14. 2009 — «Кажи»
15. 2010 — «Нікому»
16. 2012 — «Нікуди не треба»
17. 2013 — «Молодь»
18. 2015 — «Клятви»
19. 2015 — «Прогулянки»
20. 2016 — «Муха»
21. 2016 — «Страху немає»
22. 2016 — «Ти прекрасна»
23. 2017 — «Кораблі»
24. 2018 — «Весело»

### Концертні записи
ЗВІРІ «Зелений театр» 2016
1. Муха
2. Я з тобою
3. Клятви
4. Кораблі
5. Для тебе
6. Нікуди не треба
7. Просто така сильна любов
8. Пацифіст
9. Снігуронька
10. Напої міцніше
11. Серенада
12. Південна ніч
13. Рома вибач
14. Не важливо
15. Елвіс
16. Найкраще в тобі
17. Гра в себе
18. До швидкої зустрічі
19. Танцюй
20. Дощі-пістолети
21. Райони квартали

Звірі Північний концерт у Норильську 2007
1. Райони-квартали
2. Для тебе
3. Все що стосується
4. Пінгвіни
5. Напої міцніше
6. Справа не в цьому
7. Просто така сильна любов
8. Не біда
9. Капкани
10. Танцюй
11. Рома вибач
12. До швидкої зустрічі
13. Дощі-пістолети
14. Райони-квартали